# Indésirable Désiré
Indésirable Désiré ou L’Indésirable Désiré est une série de bande dessinée créée par Mittéï, parue pour la première fois en 1960 dans Le Journal de Tintin.

## Historique
Le premier gag de la série, écrit et dessiné par Mittéï, est publié en 1960 dans les éditions française (no 605) et belge (no 12), du Journal de Tintin. 
Mittéï a été assisté au scénario par Christian Godard pour le récit à suivre En avant la musique !, paru en 1970, et au dessin par Seron pour divers récits courts.
Deux albums paraissent aux Éditions du Lombard dans la collection « Histoires du journal Tintin » et deux autres chez le même éditeur dans la collection « Vedette » (numéros 9 et 27 de la collection). Depuis 2011, une intégrale est publiée par Le Coffre à BD.

## Personnages
Le personnage éponyme de la série est Désiré, d’un tempérament joyeux et bon vivant mais particulièrement gaffeur. Il est mélomane et affectionne les instruments de musique, notamment la contrebasse, qui figure sur la bandeau-titre de ses aventures.

## Publication

### Périodiques
- Le Journal de Tintin (1960-1970)
- Tintin Sélection (1968-1972)

### Albums
- 1 Un cabriolet pour Désiré, Le Lombard coll. « Une histoire du journal Tintin », Bruxelles, 1969
Scénario et dessin : Mittéï - Couleurs : quadrichromie
- 2 L’Homme noir de Ripaton, Le Lombard coll. « Une histoire du journal Tintin », Bruxelles, 1970
Scénario et dessin : Mittéï - Couleurs : quadrichromie
- 3 En avant la musique !, Le Lombard coll. « Vedette », Bruxelles, 1971
Scénario et dessin : Mittéï - Couleurs : quadrichromie
- 4 Contrebande et contrebasse, Le Lombard coll. « Vedette », Bruxelles, 1974
Scénario et dessin : Mittéï - Couleurs : quadrichromie

Intégrale
| 1. Intégrale 1960-1964 (2011) - Le Péril blanc - Concerto pour contrebasse - Un désir nommé télé - Le Tour le plus long - Déboires de vacances - Le Clou de la foire - Un sacheur sachant sacher - Show sur glace - 8 premiers gags de la série ainsi que deux histoires sans titre 2. Intégrale 1965 (2012) - Go à gogo - Couleur “local” - Ballade pour contrebasse - Des hauts et des basses - Le 13 n’est pas à l’arrivée - L’aïeul boit l’obstacle - 2 gags et 5 histoires sans titre 3. Intégrale 1966 (2013) - La coupe déborde - 8 gags et 6 histoires sans titre | 1. Intégrale 1966-1967 (2014) - Contrebande et contrebasse - Le Lit, le bassiste et le petit poulet - 6 gags et 14 histoires sans titre 2. Intégrale 1968 (2015) - Un cabriolet pour Désiré - Friture sur la ligne - La Désirable Évasion de l’indésirable Désiré - 4 gags et 6 histoires sans titre 3. Intégrale 1968-1969 (2015) - L’Homme noir de Ripaton - Pelles et tuiles - L’Abominable Home des neiges (N. B : home avec un seul “M”) - 2 gags et 5 histoires sans titre 4. Intégrale 1969-1977 (2015) - Le Dieu du stade - En avant la musique ! - Le Coffre à musique - 3 histoires sans titre |

### Éditeurs
- Éditions du Lombard (collection « Histoires du journal Tintin ») : tomes 1 et 2 (première édition des tomes 1 et 2)
- Éditions du Lombard (collection « Vedette ») : tomes 3 et 4 (première édition des tomes 3 et 4)
- Le Coffre à BD : intégrales